# لسه نورمن هانسن
لسه نورمن هانسن (اسپانیایی: Lasse Norman Hansen‎؛ زادهٔ ۱۱ فوریهٔ ۱۹۹۲) یک دوچرخه‌سوار اهل دانمارک است.
وی در مسابقات کشوری و بین‌المللی در مجموع برندهٔ ۱ مدال طلا، ۴ مدال نقره، ۵ مدال برنز شده‌است.